# Maffia Vrouwen
Maffia Vrouwen is een realityprogramma over vijf vermeende maffiavrouwen uit Chicago dat van 28 mei 2013 tot 6 augustus 2013 werd uitgezonden door RTL 5. Het programma werd van 10 juni 2012 tot 19 augustus 2012 uitgezonden door VH1 in de Verenigde Staten onder de titel Mob Wives Chicago.
De vrouwen zijn dochters en één een nicht van vermeende maffiapersonen van de Chicago Outfit, een Amerikaanse maffia-organisatie uit Chicago.

## Afleveringen
| Aflevering | Titel                        | Datum           | Datum            |
| ---------- | ---------------------------- | --------------- | ---------------- |
| 1          | "Fight Night"                | 28 mei 2013     | 10 juni 2012     |
| 2          | "The Aftermath"              | 4 juni 2013     | 17 juni 2012     |
| 3          | "You Can't Handle the Truce" | 11 juni 2013    | 24 juni 2012     |
| 4          | "When Renee Attacks"         | 18 juni 2013    | 1 juli 2012      |
| 5          | "Heartbreak and Betrayal"    | 25 juni 2013    | 8 juli 2012      |
| 6          | "Party Animals"              | 2 juli 2013     | 15 juli 2012     |
| 7          | "Sticks and Stones"          | 9 juli 2013     | 22 juli 2012     |
| 8          | "Daddy Issues"               | 16 juli 2013    | 29 juli 2012     |
| 9          | "Shift Happens"              | 23 juli 2013    | 5 augustus 2012  |
| 10         | "Walk Away Renee"            | 30 juli 2013    | 12 augustus 2012 |
| 11         | "Season Finale"              | 6 augustus 2013 | 19 augustus 2012 |